# Ftios
Ftios – eponim Ftiotydy w Tesalii. Jest uważany bądź to za jednego z pięćdziesięciu synów Likaona, władcy Arkadii, bądź to za syna Posejdona i nimfy tesalskiej Larisy. W takim wypadku byłby bratem Achajosa i Pelazgosa. Rzadziej jest uznawany za syna Achajosa i małżonka Chrysippe, córki Irosa, z którą miał syna Hellena, założyciela miasta Hellas w Tesalii. W innych genealogiach jest łączony z różnymi eponimami wielkich szczepów helleńskich.